# Nationale Orde van Dahomey

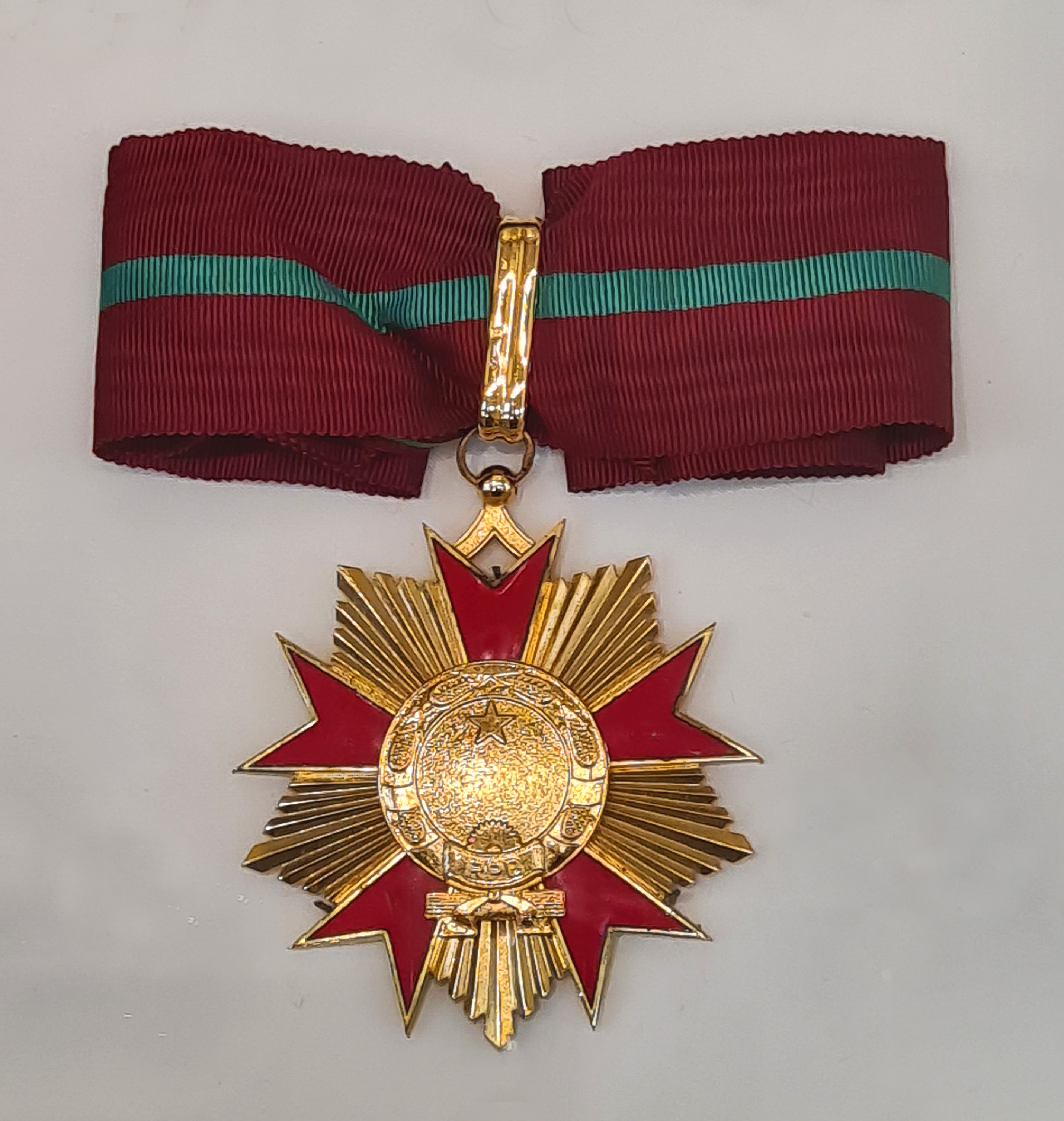

Benin, het vroegere Dahomey, werd als Republiek Dahomey in 1960 onafhankelijk. Het land stelde de Nationale Orde van Dahomey in die de oude Orde van de Zwarte Ster, een Franse koloniale ridderorde  moest gaan vervangen. In 1986 werd Dahomey omgedoopt in "Volksrepubliek Benin" en werd de Nationale Orde van Dahomey afgeschaft.
De Orde had vijf graden.

## De waardigheden ("dignités") van de orde
- Grootkruis

De grootkruizen dragen het kleinood van de orde aan een grootlint op de linkerheup en de ster van de orde op de linkerborst
- Grootofficier

De grootofficieren dragen een kleinood aan een lint met een rozet op de linkerborst en een ster rechtsonder op de rechterborst.

## De graden van de orde
- Commandeur

De commandeur draagt een groot uitgevoerd kleinood van de Orde aan een lint om de hals.  
- Officier

De officier draagt een kleinood aan een lint met een rozet op de linkerborst. 
- Ridder

De ridder draagt een kleinood aan een lint op de linkerborst.Bij de ridder is in het kleinood geen goud verwerkt

## De versierselen van de orde
Het modern ogende kleinood was geïnspireerd door het Franse Legioen van Eer maar veel soberder uitgevoerd. Tussen de donkerblauw geëmailleerde armen met de tien punten zijn steeds zeven gouden of zilveren stralen gezet.Het kleinood had geen verhoging. De versierselen van de ridders waren van zilver, bij de hogere rangen zijn ze verguld. In het gouden centrale medaillon is het wapen van de Republiek Dahomey afgebeeld binnen een gouden lauwerkrans.

De versierselen waren voor burgers en militairen gelijk.
Het lint was donkerrood met een centrale streep in de kleuren van de vlag van Dahomey.
| Batons van de Nationale Orde van Dahomey | Batons van de Nationale Orde van Dahomey | Batons van de Nationale Orde van Dahomey | Batons van de Nationale Orde van Dahomey | Batons van de Nationale Orde van Dahomey |
| ---------------------------------------- | ---------------------------------------- | ---------------------------------------- | ---------------------------------------- | ---------------------------------------- |
| Grootkruis                               | Grootofficier                            | Commandeur                               | Officier                                 | Ridder                                   |

## Decoranti
- Haile Selassie, Grootkruis
- Aliko Dangote
- Ernest Bai Koroma
- Bunmi Makinwa
- Pierre Messmer, Commandeur